# Pleuridium denticulatum
Pleuridium denticulatum är en bladmossart som beskrevs av Mitten 1859. Pleuridium denticulatum ingår i släktet sylmossor, och familjen Ditrichaceae. Inga underarter finns listade i Catalogue of Life.